# Peđa Grbin
Peđa Grbin (Póla, 1979. május 24.) horvát ügyvéd és politikus, 2020 óta a Szociáldemokrata Párt elnöke. 2020-tól 2022-ig az ellenzék vezetője is volt, amikor Davorko Vidović, az újonnan alakult szociáldemokraták vezetője váltotta fel. 2011 óta képviseli a 8. választókerületet a horvát parlamentben. 2012-től 2015-ig az Országgyűlés Alkotmányügyi, Ügyrendi és Politikai Bizottságának elnöke is volt. 2016 és 2018 között az SDP alelnöke volt.

## Élete és pályafutása
Pólában járt általános és középiskolába, majd beiratkozott a Zágrábi Egyetem Jogi Karára, ahol 2003-ban szerzett diplomát. Az általános és középiskolai évei alatt a helyi Gradina Pula kosárlabdacsapatban kosárlabdázott. A diploma megszerzése után Grbin gyakornokként dolgozott egy ügyvédi irodában, majd 2006 és 2011 között ügyvédként működött.

### Politikai pályafutása
Miután városi tanácsosként és a pólai önkormányzati végrehajtó tanács tagjaként dolgozott, Grbin sikeresen indult a 2011-es parlamenti választáson, és a 8-as számú választókerületben beválasztották a parlamentbe. 2015-ben újraválasztották.
1998-ban csatlakozott az SDP-hez, majd nem sokkal ezután belépett az SDP Ifjúsági Fórumába, ahol 2001 és 2002 között főtitkár volt. A jogi egyetem elvégzése után visszatért Pólába, ahol 2005 és 2009 között az önkormányzati végrehajtó tanács tagjaként tevékenykedett. Grbint 2004-ben választották be az SDP vezető testületébe, melynek 2016-ig volt a tagja. 2018 júliusában őt és az SDP három másik elnökségi tagját felfüggesztették tisztségéből, mert bírálták Davor Bernardić pártelnököt az SDP vezetésével kapcsolatban. Their suspensions were partially lifted in October 2019. Felfüggesztésüket 2019 októberében részben feloldották.

### Parlamenti tevékenysége
A 2011-es parlamenti választáson Grbint először választották be a horvát parlamentbe. Miután Josip Lékót megválasztották a horvát parlament elnökévé, Grbint a horvát parlament alkotmányügyi, ügyrendi és politikai bizottságának elnökévé választották, ahol 2015 végéig tevékenykedett. Bizottsági elnöki hivatali ideje Grbin felelt a horvát parlament és a Horvát Köztársaság kormányának európai ügyekben való együttműködéséről szóló törvényének, a horvát parlament új ügyrendjének, a horvát parlamenti képviselők megválasztásáról szóló törvénynek, valamint a 2015. évi módosításoknak az előkészítéséért és elfogadásáért.
A 2015-ös parlamenti választáson, majd a 2016-os parlamenti választáson újra beválasztották a horvát parlamentbe, ahol az alkotmányügyi, ügyrendi és politikai bizottságának alelnökeként dolgozott.
2020. október 3-án Grbint a Szociáldemokrata Párt (SDP) elnökévé választották.

## Fordítás
Ez a szócikk részben vagy egészben  a   Peđa Grbin című angol Wikipédia-szócikk ezen változatának fordításán alapul.  Az eredeti cikk szerkesztőit annak laptörténete sorolja fel. Ez a jelzés csupán a megfogalmazás eredetét és a szerzői jogokat jelzi, nem szolgál a cikkben szereplő információk forrásmegjelöléseként.